# Volkswagen Lupo
Volkswagen Lupo  — городской автомобиль фирмы Volkswagen. Производился с 1998 года по 2005 год. Позиционировался как автомобиль с низким потреблением топлива — от 3 литров дизельного топлива на 100 км. Всего было построено около 488 000 автомобилей. Является идейным предшественником Volkswagen up!.
Немецкий автоклуб ACAD и немецкий союз технического контроля назвали автомобиль одним из самых надёжных в своём сегменте в 2006 и в 2007 году. Журнал Auto Bild признал автомобиль лучшим в сегменте B за цену менее 5000 евро в 2008 году.

## История

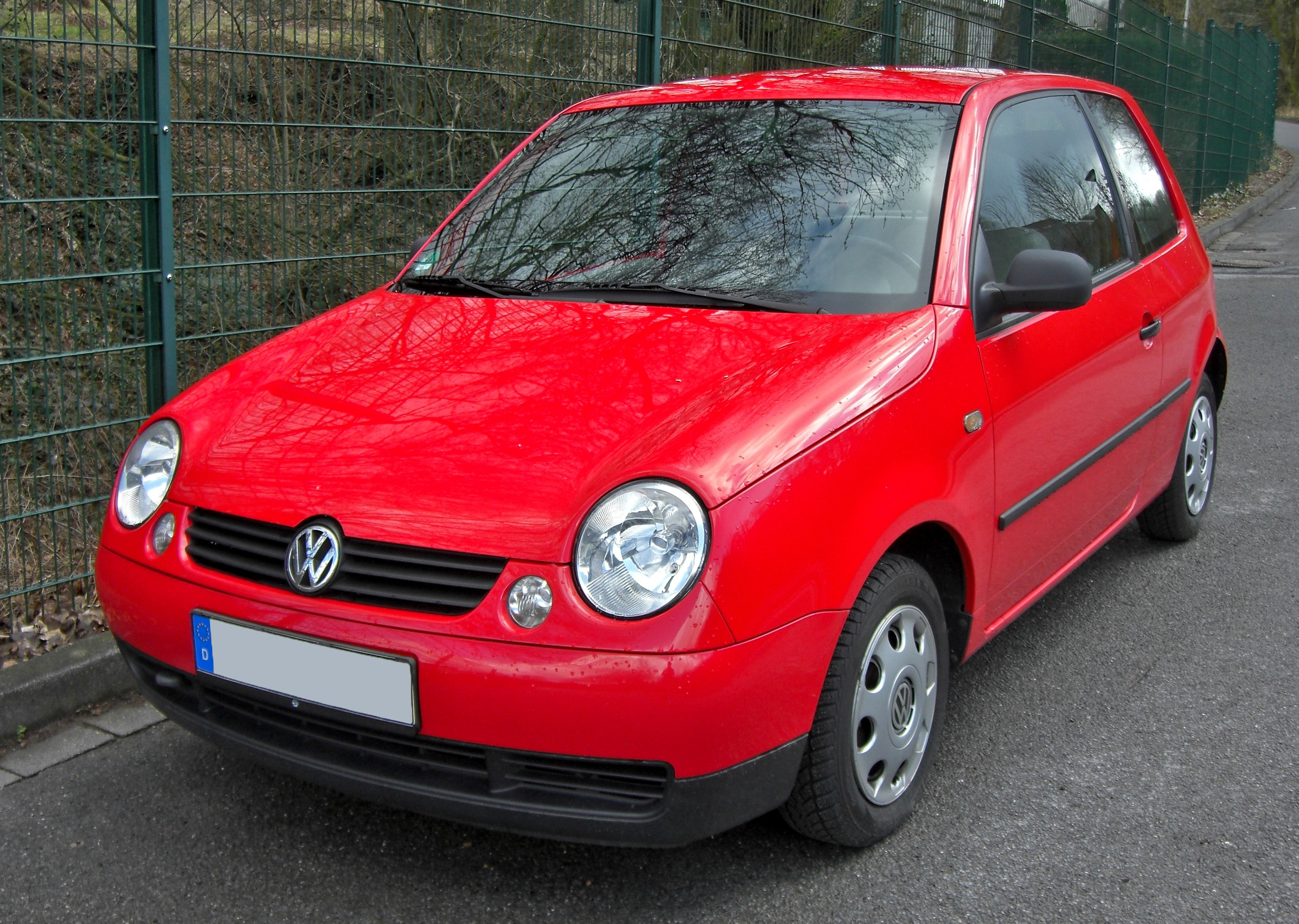
Передняя часть VW Lupo.

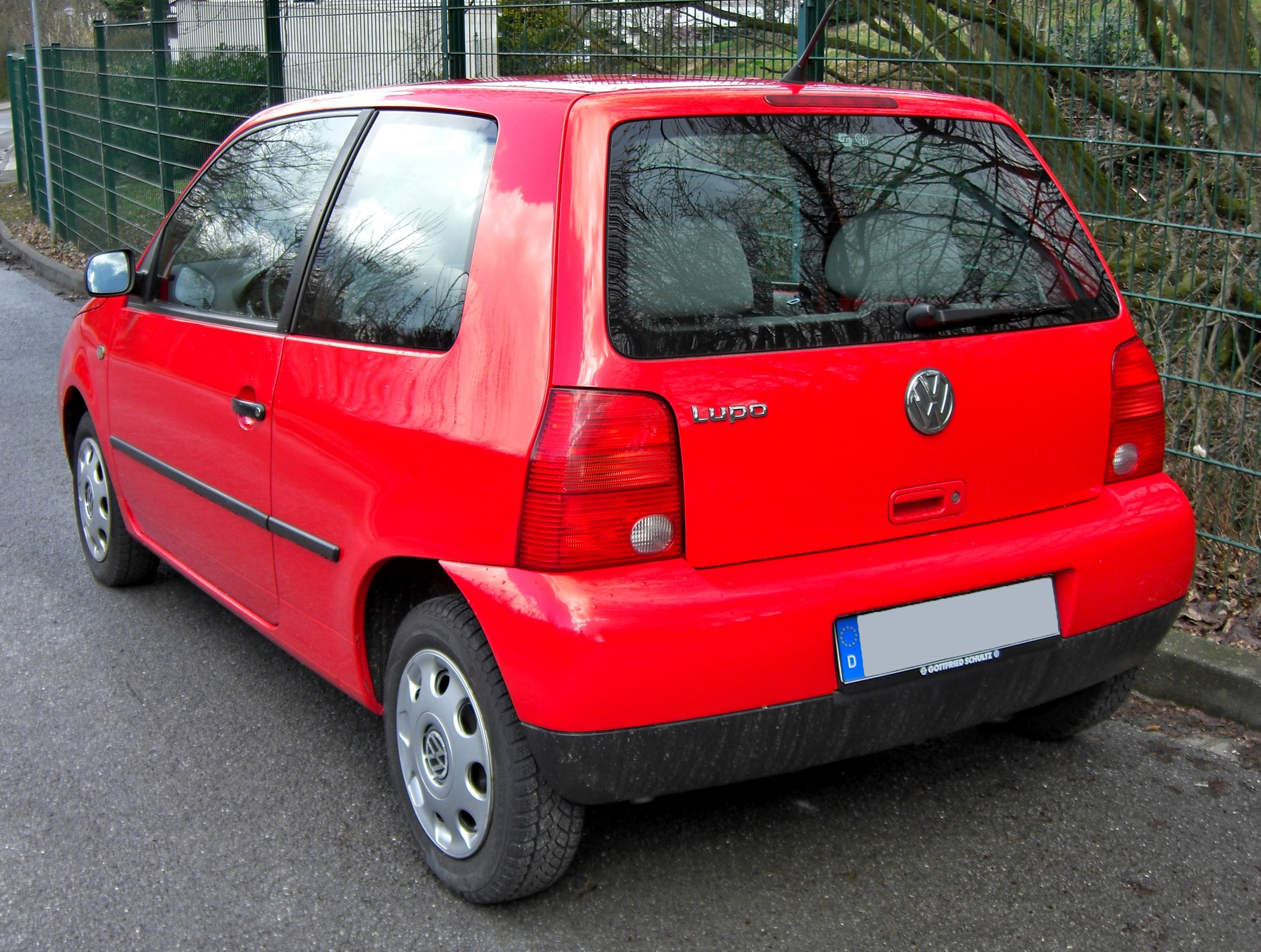
Задняя часть VW Lupo.

Модель Lupo была представлена в октябре 1998 года, чтобы заполнить пробел в нижней части модельного ряда Volkswagen, вызванный увеличением размеров и веса Polo. Версия с правым рулём для рынка Великобритании была выпущена весной 1999 года. В Японии она была выпущена в июле 2001 года.
Lupo и Arosa используют платформу A00, которая является укороченной версией платформы A0. Первоначально автомобиль был доступен только в двух вариантах отделки салона - бюджетной E-отделке и модернизированной S-отделке; позже модельный ряд расширился, включив варианты Sport и GTI.
Бензиновые двигатели варьировались от 1,0 до 1,4 л. (1,6 у модели GTI), дизели - от 1,2 до 1,7 л. Различия между комплектациями E и S включали окрашенные дверные зеркала, дверные ручки, центральный замок, электрические стеклоподъемники, двойные складывающиеся сиденья и открывающиеся задние стекла. Комплектация Sport также получила хромированную центральную выхлопную трубу и передние противотуманные фары.
Как и у Arosa, дизайн Lupo был разработан Юзефом Кабанем.

### Замена
Продажи Lupo были медленными и не соответствовали планам Volkswagen, отчасти из-за его высокой цены в классе, и она была выше, чем у родственного SEAT Arosa. В 2001 году источник в Volkswagen заявил, что было решено, что Lupo в конечном итоге будет снят с производства и заменен моделью, которая производится в Китае.
Производство Lupo было прекращено в июне 2005 года, и на европейском рынке его заменил Fox бразильского дизайна. Из-за решения, принятого Volkswagen, использовать Fox вместо разработки какой-либо настоящей замены Lupo, SEAT не смог выпускать свою собственную версию, что привело к прекращению производства Arosa в июне 2004 года. Духовный преемник Lupo, Volkswagen up!, был выпущен в 2011 году.

## Двигатели
| Название             | Объём                | Тип                  | Выходная мощность     | Крутящий момент           | Разгон 0–100 км/ч    | Максимальная скорость | Годы выпуска         |
| Бензиновые двигатели | Бензиновые двигатели | Бензиновые двигатели | Бензиновые двигатели  | Бензиновые двигатели      | Бензиновые двигатели | Бензиновые двигатели  | Бензиновые двигатели |
| -------------------- | -------------------- | -------------------- | --------------------- | ------------------------- | -------------------- | --------------------- | -------------------- |
| 1.0 8v               | 997 см3              | 4 цил.               | 49 л.с. при 5000 rpm  | 84 Н·м при 2750 rpm       | 18.0 с               | 152 км/ч (94 мили/ч)  | 1998–2000            |
| 1.0 8v               | 999 см3              | 4 цил.               | 49 л.с. при 5000 rpm  | 86 Н·м при 3000–3600 rpm  | 17.7 с               | 152 км/ч (94 мили/ч)  | 1998–2005            |
| 1.4 8v               | 1390 см3             | 4 цил.               | 59 л.с. при 4700 rpm  | 116 Н·м при 3000 rpm      | 14.3 с               | 160 км/ч (99 миль/ч)  | 2000–2005            |
| 1.4 16v              | 1390 см3             | 4 цил.               | 74 л.с. при 5000 rpm  | 126 Н·м при 3800 rpm      | 12.0 с               | 172 км/ч (107 мили/ч) | 1998–2005            |
| 1.4 16v Sport        | 1390 см3             | 4 цил.               | 99 л.с. при 6000 rpm  | 126 Н·м при 4400 rpm      | 10.0 с               | 188 км/ч (117 миль/ч) | 1999–2005            |
| 1.4 16v FSI          | 1390 см3             | 4 цил.               | 104 л.с. при 6200 rpm | 130 Н·м при 4250 rpm      | 10.0 с               | 199 км/ч (124 миль/ч) | 2000–2003            |
| 1.6 16v GTI          | 1598 см3             | 4 цил.               | 123 л.с. при 6500 rpm | 152 Н·м при 3000 rpm      | 7.8 с                | 205 км/ч (127 миль/ч) | 2000–2005            |
| Дизельные двигатели  |                      |                      |                       |                           |                      |                       |                      |
| 1.2 TDI              | 1191 см3             | 3 цил.               | 60 л.с. при 4000 rpm  | 140 Н·м при 1800–2400 rpm | 14.5 с               | 165 км/ч (103 миль/ч) | 1999–2005            |
| 1.4 TDI              | 1422 см3             | 3 цил.               | 74 л.с. при 4000 rpm  | 195 Н·м при 2200 rpm      | 12.3 с               | 170 км/ч (106 миль/ч) | 1999–2005            |
| 1.7 SDI              | 1716 см3             | 4 цил.               | 59 л.с. при 4200 rpm  | 115 Н·м при 2200–3000 rpm | 16.8 с               | 157 км/ч (98 миль/ч)  | 1998–2005            |

## Производственные показатели
Более 480 тыс. автомобилей Lupo было произведено и продано во время жизненного цикла модели.
В след. таблице приведены показатели производства Lupo за каждый год:
| Год         | 1998   | 1999   | 2000   | 2001   | 2002   | 2003   | 2004   | 2005  |
| ----------- | ------ | ------ | ------ | ------ | ------ | ------ | ------ | ----- |
| Произведено | 64,855 | 89,757 | 97,403 | 82,238 | 70,377 | 42,695 | 24,434 | 5,742 |

## Рейтинг безопасности
| Euro NCAP                                           | Euro NCAP | Euro NCAP | Euro NCAP |
| --------------------------------------------------- | --------- | --------- | --------- |
| Рейтинги                                            | Пассажир  |           | 26        |
| Рейтинги                                            | Пешеход   |           | 13        |
| Протестированная модель: Volkswagen Lupo 1.0 (2000) |           |           |           |